# Belmontejo
Belmontejo ist eine Gemeinde (Municipio) und ein Dorf mit 129 Einwohnern (Stand: 2024) in der Provinz Cuenca in der Autonomen Region Kastilien-La Mancha. 

## Lage
Belmontejo liegt etwa 31 Kilometer südsüdwestlich von Cuenca in einer Höhe von ca. 880 m.

## Bevölkerungsentwicklung
| 1970 | 1981 | 1991 | 2001 | 2011 | 2021 |
| ---- | ---- | ---- | ---- | ---- | ---- |
| 508  | 355  | 292  | 251  | 224  | 144  |

## Sehenswürdigkeiten

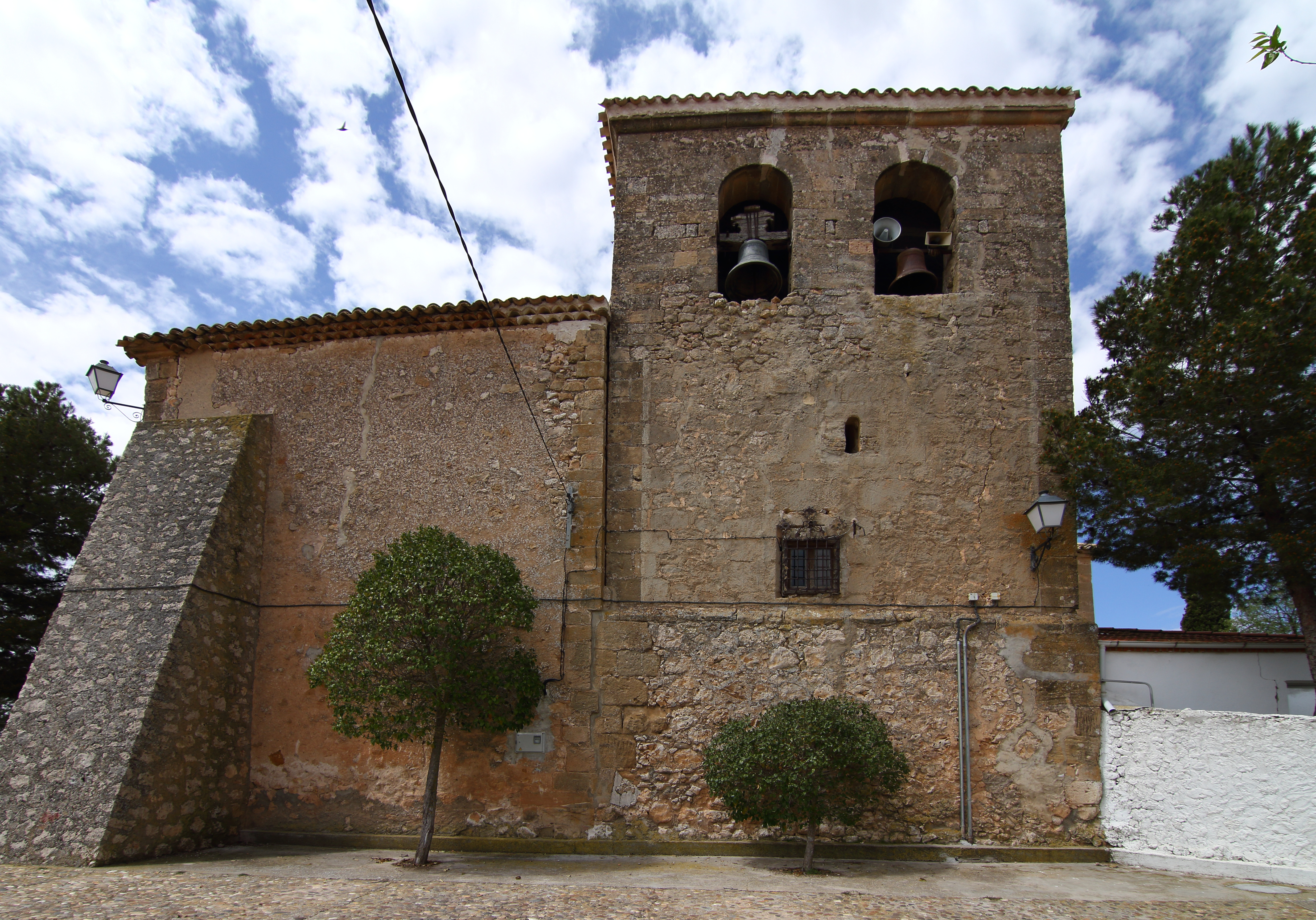
Kirche Mariä Himmelfahrt
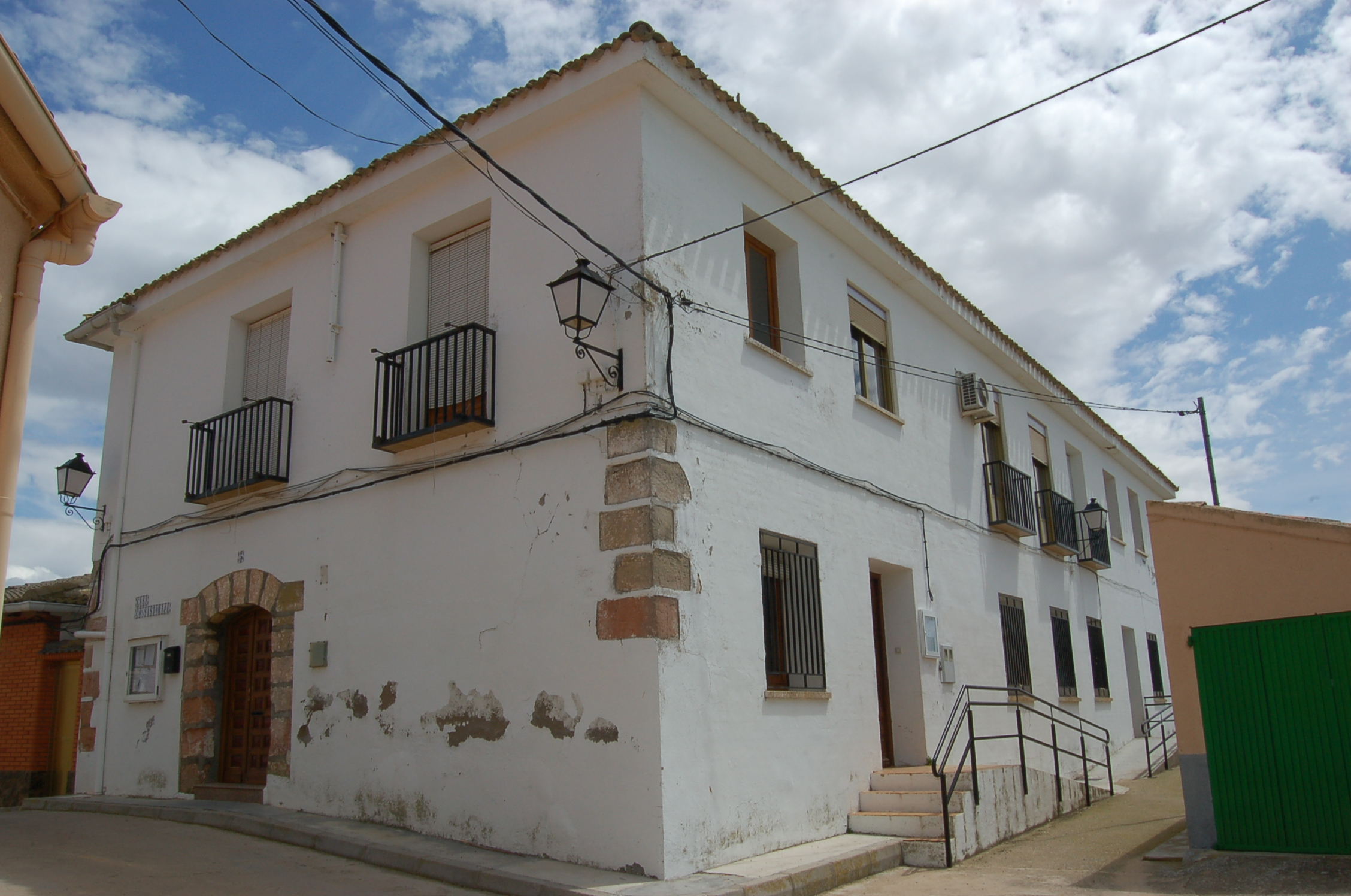
Rathaus

- Kirche Mariä Himmelfahrt
- Rathaus